# Theisoa aetheria
Theisoa aetheria är en fjärilsart som beskrevs av Lucas 1902. Theisoa aetheria ingår i släktet Theisoa och familjen stävmalar. Inga underarter finns listade i Catalogue of Life.